# Verlan
O Verlan (do francês "l'envers", pronunciado lanver: "o inverso") é uma maneira de se expressar na língua francesa, caracterizada pela inversão da posição das letras de uma palavra. Utilizado principalmente por jovens, como um conjunto de gírias, ou um método de criação de novas.

## Etimologia
O nome vem de l'envers (pronunciado lanver, em francês), que significa "o inverso".

## Características
Nem todas as palavras podem ser invertidas.
Exemplos de verlan:
- Fou (louco - pronunciada fu) - ouf (pronunciada uff)
- Femme (mulher - pronunciada fâmm) - meuf (pronunciada mâff)
- Arabe (árabe - pronunciada arrab(a)) - rebeu
- Fête (festa - pronunciada fét(a)) - teuf
- Bizarre (bizarro - pronunciada bizárr) - zarbi (pronunciada zárrbi)

Os verlans geralmente são utilizados por jovens, em sua maioria franceses, e se comparados com outros fenômenos mundo afora, nos países lusófono eles seriam semelhantes a "gíria". Os verlans servem para serem usados como nomes artísticos, para fazer humor e outras coisas do gênero.
O artista belga Paul Van Haver possui como nome artístico, a inversão silábica "verlan" de Maestro, neste caso, Stromae.